# George Hogg
George Hogg (1914 - 1945) foi um aventureiro inglês. Ele era estudante da Universidade de Oxford, graduando-se em Economia. Ele foi conhecido por ajudar o neozelandês Rewi Alley a proteger 60 órfãos chineses em 1944, durante a Guerra Civil Chinesa.

## Início da vida
Hogg cresceu na pequena cidade de Harpenden, na Inglaterra. Ele estudou na St. George's School, onde ele foi capitão da First XV Rugby e foi chefe no seu último ano.
Em 1937, ele navegou no Queen Mary para Nova Iorque, andando à boleia pelos Estados Unidos, e juntamente com a tia, a bem conhecida pacifista inglesa Muriel Lester, realizou uma viagem ao Japão, como parte de uma viagem em volta do mundo antes de aceitar uma oferta de emprego na banca. Em Janeiro de 1938, ele embarcou do Japão para Xangai, numa suposta visita de dois dias, mas ele nunca mais voltou para casa: ele morreu sete anos depois na China.

## Vida na China
Chegado à China, viu-se apanhado no meio da guerra entre chineses e japoneses. Testemunhando a brutalidade do Exército Imperial Japonês, ele decidiu ajudar os civis chineses, escolhendo ficar em estadia na China, sem o conhecimento dos seus parentes.
Hogg também relata como um stringer (jornalista) para a Associated Press. Ele acompanhou Mao e o Oitavo Exército em Yenan, que foi atirado para fora da China com os japoneses e, em seguida, voltou novamente pela Coreia. Por um tempo, ele ajudou uma enfermeira neozelandesa com alimentos e medicamentos para os comunistas.
Durante a sua estada na China, ele conheceu as pessoas e testemunhou muitos incidentes que mudaram muito a sua percepção da vida. Primeiramente, ele trabalhou com um neozelandês comunista Rewi Alley e ajudou-o a construir uma escola para meninos, em primeiro lugar e, depois, na Província de Shaanxi, depois marchar com os meninos ao longo de mais de 600 milhas (970 km), ajudando na Escola Shandan Bailie, na Província de Gansu.
Também o comunista Nie Rongzhen o ajudou durante a sua estadia em Shanxi, e participou com a guerrilha do Exército da Oitava Rota, contra os japoneses. Ele adoptou quatro rapazes cuja mãe ao morrer lhe pediu para cuidar deles. Três deles ainda estão vivos.

## Escola Shandan Bailie
Em Gansu, Alley alugou alguns templos antigos, transformando-os em salas de aula e oficinas, e nomeou como chefe, George Hogg. Desde o início que a escola foi ajudada por amigos neozelandeses, que mais tarde formaram a Sociedade de Amizade China Nova Zelândia. Em Julho de 1945, Hogg foi atingido pelo tétano, durante a viagem para Shandan. Apesar do esforço de um dos alunos em trazer o soro ao professor, este veio a falecer pouco depois de sua chegada a Shandan. Ele foi enterrado próximo do Portão Sul da cidade, e Alley tornou-se director.
Quando a sua morte era inevitável, todos os alunos cantaram-lhe uma música até ele falecer. [carece de fontes?]

## Na cultura popular

### Cinema
A sua aventura pela China é retratada no filme The Children of Huang Shi (2008), interpretado por Jonathan Rhys Meyers.

### Literatura
A sua vida também foi cronicada em Ocean Devil: The Life and Legend of George Hogg por James MacManus, publicado por Harper Collins. A sua própria conta é George Aylwin Hogg, I See a New China (Boston: Little, Brown, 1944), que inclui a sua participação na Aassociação Cooperativa Industrial Chinesa, no projecto de industrialização rural.